# Won by a Fish
Won by a Fish è un cortometraggio muto del 1912 diretto da Mack Sennett-

## Trama
Quando la figlia e il suo innamorato lo prendono amabilmente in giro per le sue sfortune di pescatore dilettante, Pa non gradisce, tanto da giungere a rifiutare il suo consenso alle nozze dei due giovani che dovranno trovare un sistema per superare la crisi.

## Produzione
Il film fu prodotto dalla Biograph Company.

## Distribuzione
Distribuito dalla General Film Company, il film - un cortometraggio di 150 metri - uscì nelle sale cinematografiche USA il 22 aprile 1912. Nelle proiezioni, veniva programmato con il sistema dello split reel, accorpato in un'unica bobina con un altro cortometraggio prodotto dalla Biograph, la commedia The Brave Hunter.
Copia della pellicola viene conservata negli archivi del Mary Pickford Institute for Film Education.